# فريق بلو فينيكس
فريق بلو فينيكسللاستعراض الجوي، (بالإنجليزية: Blue Phoenix)‏. هو فريق استعراض جوي تابع لسلاح الجو الملكي التايلاندي.

## خلفية تاريخية
يطير بخمس طائرات «بيلاتوس بي سي-9» باللون الأزرق والأبيض والأحمر، وجميعها مزودة بمولدات دخان بيضاء. الفريق هو جزء من سرب RTAF مدرسة التدريب الطائر في قاعدة كامبينغ ساين الجوية في ناخون باتوم، وبالتالي فإن الطيارين هم مدرسون من نفس السرب. بلو فينيكس تملك روح الاستعراضات الجوية من فريقهم السابق بالذات الاستعراضات الجوية للمدرسة RTAF الطائر يسمى «شون موينج» الذي تم حله قبل عدة عقود.